# Circunstâncias agravantes
Circunstâncias agravantes da pena são fatores que agravam (pioram) a condição do réu através de uma conduta que o mesmo praticou antes ou durante a tramitação do processo.

## A lei brasileira
Circunstâncias agravantes
Artigo 61 - São circunstâncias que sempre agravam a pena, quando não constituem ou qualificam o crime:
I - a reincidência;
II - ter o agente cometido o crime:
a) por motivo fútil ou torpe;
b) para facilitar ou assegurar a execução, a ocultação, a imunidade ou vantagem de outro crime;
c) à traição, de emboscada, ou mediante dissimulação, ou outro recurso que dificultou ou tornou impossível a defesa do ofendido;
d) com emprego de veneno, fogo, explosivo, tortura ou outro meio insidioso ou cruel, ou de que podia resultar perigo comum;
e) contra ascendente, descendente, irmão ou cônjuge;
f) com abuso de autoridade ou prevalecendo-se de relações domésticas, de coabitacação ou de hospitalidade;
g) com abuso de poder ou violação de dever inerente a cargo, ofício, ministério ou profissão;
contra criança, velho, enfermo ou mulher grávida;
h) contra criança, maior de 60 (sessenta) anos, enfermo ou mulher grávida;
i) quando o ofendido estava sob a imediata proteção da autoridade;
j) em ocasião de incêndio, naufrágio, inundação ou qualquer calamidade pública, ou de desgraça particular do ofendido;
l) em estado de embriaguez preordenada.
Agravantes no caso de concurso de pessoas
Artigo 62 - A pena será ainda agravada em relação ao agente que:
I - promove, ou organiza a cooperação no crime ou dirige a atividade dos demais agentes;
II - coage ou induz outrem à execução material do crime;
III - instiga ou determina a cometer o crime alguém sujeito à sua autoridade ou não-punível em virtude de condição ou qualidade pessoal;
IV - executa o crime, ou nele participa, mediante paga ou promessa de recompensa.

### Bibliográficas
- JESUS, Damásio E. de; Volume 1: Parte Geral; São Paulo: Saraiva, 2005